# (6981) Chirman
(6981) Chirman est un astéroïde de la ceinture principale.

## Description
(6981) Chirman est un astéroïde de la ceinture principale. Il fut découvert le 15 octobre 1993 à Bassano Bresciano par l'observatoire de Bassano Bresciano. Il présente une orbite caractérisée par un demi-grand axe de 2,67 UA, une excentricité de 0,16 et une inclinaison de 13,3° par rapport à l'écliptique.

## Compléments